# 新社会党
新社会党（しんしゃかいとう、英語: New Socialist Party of Japan）は、日本の政治団体。1996年（平成8年）3月、社会民主党から独立して結成された。社会主義を掲げている。略称は新社党、社会党。

## 概説
政策的には日本国憲法の護持・非武装中立・社会主義経済、消費税廃止を主張。
社民主義を「大資本の支配を前提にして軍事力の行使を是認」と資本主義の枠内にみなして批判、「資本主義を温存する（資本主義社会の枠内での）『福祉国家』ではなく社会主義国家を」と主張するなど、かつての労農派マルクス主義、社会党左派の流れをくみ、理論的には向坂逸郎の死後分裂した社会主義協会（坂牛派・細川派）の色彩が強い。
これまでの選挙では主に社民党候補を推薦しているが、東京都知事選挙で民主党系無所属の浅野史郎を支援したり、廿日市市長選挙で自由民主党と共同で現職やその後継候補を推薦したりしている。国政選挙でも「よりまし」として愛媛などのように民主党系候補を支援することもあった。第24回参議院議員通常選挙では、日本共産党の候補も推薦している。
党員数が少ないため独自の運動を展開するのは困難な状態にあるが、労働運動では全労協（特に国労の一部など）、連合の一部（自治労、日教組、旧全国一般など）、全労連の一部（京都総評、兵庫労連など）と共闘関係。護憲運動では「憲法を生かす会」を組織。
機関紙として「週刊新社会」を発行している。

## 党史

### 結党
日本社会党は1995年（平成7年）に自民・さきがけとともに村山内閣を発足した際、それまで反対してきた自衛隊・日米安保条約・小選挙区制・原発・消費税などを容認する姿勢に転換した。社会党は前年成立した細川内閣においても与党であったが、小選挙区比例代表並立制導入などを目的とした公職選挙法改正案（政治改革法案）採決で党内から相当数の造反者を出していた。この方針転換により党内からの反発が相次いだ。
1996年（平成8年）1月1日、日本社会党参議院議員の矢田部理らは新社会党を結成、衆議院議員2人（小森龍邦、岡崎宏美）、参議院議員3人（矢田部・栗原君子・山口哲夫）が参加した。国会における会派の名称は衆・参ともに「新社会党・平和連合」とした。矢田部らは離党届を提出したが、社民党は受理せず除名処分とした。委員長に矢田部、副委員長に岡崎と小森、書記長に山口（元釧路市長）が就任した。社会党元副委員長の和田静夫は顧問に就任、しかしその後自由連合に鞍替えした。新党護憲リベラルを経て憲法みどり農の連帯を結成した翫正敏らも入党。元々護憲リベラルのメンバーと小森は「新党民主フォーラム」という護憲新党準備団体を共同で結成しており、親和性が高かった。他には元議員として上野建一や稲村稔夫、金子みつら、地方議員では当時中野区議会議員だった江原栄昭（後に都委員長に就任）らが入党している。

### 国政選挙での連敗、政党要件の喪失
1996年の衆議院総選挙・1998年の参議院選挙といずれも全員落選し、国会での議席を失った。また、いずれの選挙でも得票率が2%に満たず、政党要件を喪失。これまで受けていた政党交付金も支給されなくなった。なお、主な資金源は交付金であったが、この制度については特に憲法上問題とはしていなかった。交付金打ち切り後は党費・個人献金・団体献金・機関紙購読料などが主な資金源である。
2000年の衆議院総選挙・2001年の参議院選挙でも議席回復に失敗。また、反基地闘争で共闘関係にある沖縄社会大衆党書記長（当時）の新垣重雄を東京都選挙区で推薦したが、当選には至らなかった。2003年の衆議院総選挙では、初めて社民党と本格的な選挙協力を行い、無所属で候補を擁立したが及ばなかった。2004年の参議院選挙でも公認候補を立てず、原和美らを無所属で擁立した。しかし、他党候補の推薦を除き、当選者は得られなかった。原は2005年の衆議院総選挙、2009年の衆議院総選挙でも兵庫1区より無所属で立候補したが、落選した。

### 9条ネットの発足と2007年（平成19年）参院選
2007年の参議院選挙では、平和運動団体である「キリスト者平和ネット」や「みどりのテーブル」の一部の活動家などと合同で、確認団体「9条ネット」を立ち上げ、栗原を含む9人の比例区候補と、元神戸市議で党副委員長兼兵庫県本部委員長の原和美を選挙区候補として計10人の擁立を発表した。しかし、選挙結果は比例代表273,755票（得票率0.46％）で、議席獲得には至らなかった。原を擁立した兵庫以外の選挙区では民主党・社民党系候補や野党系無所属候補を支援し、東京都選挙区から立候補した無所属川田龍平、愛媛選挙区から立候補した無所属友近聡朗（民主・社民・国民新党と共同推薦）らの当選に尽力した。

### 現状・野党共闘路線への転換
2010年（平成22年）の第22回参議院議員通常選挙では社民党と共闘し、原が社民党に移籍、比例代表から立候補した。原は選挙前に社民党幹事会で入党が了承されたが新社会党への離党届は受理されずに執行部預かりとなり、選挙後は新社会党と社民党の二重党籍となっている。原は個人得票で4位に留まり落選した。
党幹部でメディア露出も頻繁だった原を社民党に移籍させたことや、それに伴い本来規約で禁止されている多重党籍を執行部が積極的に認めていることなどについては批判もあり、2011年（平成23年）、新社会党結党以来初の中央執行委員長選挙になった。本部に批判的な江原栄昭が出馬したが落選し、松枝佳宏が当選した（選挙結果は、松枝得票率が74.7%、江原得票率が20.3%、白票3.8%、無効票1.2%で投票率は77.9%）。2012年6月、委員長の松枝と社民党党首の福島瑞穂が会談し、来る衆議院選挙と参議院選挙において社民党と選挙協力を行う旨の協定を取り交わした。同年12月の東京都知事選挙には支持候補として日本未来の党、共産党、社民党、東京・生活者ネットワークとともに前日本弁護士連合会長で新人の宇都宮健児を擁立した。
2013年（平成25年）1月の委員長選挙において、江原ら本部に批判的な党員53名が推す細川正が立候補したが、松枝（兵庫県本部推薦）が再選された（選挙結果は、松枝の得票率が81.4%、細川正の得票率が18.6%、白票が5.5%、無効票が0.2%で投票率は81.0%）。2013年参議院議員選挙では、社民党、社大党、みどりの風の候補を推薦・支持し、また無所属の山本太郎を支援した。
2014年衆議院議員選挙では社民党支持を決定した。
2015年（平成27年）も委員長選挙となり、前回に引き続き松枝と細川の一騎打ちとなったが、松枝佳宏が三選した（選挙結果は、松枝の得票率が79.7%、細川の得票率が15.9%、無効票4.4%で投票率は81.0%）。なお、中央執行委員長選挙では都道府県別の党員数は公表しているにもかかわらず、投票数は明らかにしておらず、江原や細川らは批判している。
2016年参議院議員選挙では、選挙区は1人区の野党統一候補を中心に、社民党、民進党、共産党、無所属候補を推薦・支持し、比例代表は社民党を支援した。また、その直後の2016年東京都知事選挙でも野党統一候補の支持に回った。
2017年衆議院議員選挙では、衆院選では17年ぶりに公認候補擁立（兵庫9区、菊地憲之・党兵庫県本部書記長）を発表。野党共闘の枠組みに加わることを表明した。その後民進党は共闘を放棄して希望の党への合流を図ったが、共産党 と社民党 は菊地の推薦を決めた。民進党からリベラル系議員が分離する形で結成された立憲民主党は全国的には野党共闘の枠組みに参加したが、菊地の推薦は行なっていない。ただし、菊地は無所属での立候補とし、代わりに、新社会党は兵庫8区で共産党の堀内照文（前職、比例重複）を推薦、の体制で選挙を戦ったが、両者ともに落選した。
2019年3月、統一地方選挙大阪府議会議員選挙茨木市選挙区に党所属の茨木市議会議員であった山下慶喜が自由党・社民党・新社会党推薦無所属で立候補するも次点落選した。山下は2021年1月の茨木市議会議員選挙に無所属で立候補し当選。その後再び党所属議員となっている。
2021年5月、埼玉県北葛飾郡松伏町長選挙に党所属の松伏町議会議員であった鈴木勉が野党系無所属で立候補するも、保守系の現職に敗れ落選した。
同年8月、社民党、緑の党、新社会党などのリベラル・革新勢力を機軸として、さらなる立憲野党勢力の野党の連携を後押しする「共同テーブル」が設立された。共同テーブルは「いのちの安全保障確立に向けて非正規社会からの脱却を目指す」ことを理念とするネットワークとなることを目指している。呼びかけ人として佐高信、杉浦ひとみ、上原公子、室井佑月、竹信三恵子、前田朗、纐纈厚、白石孝（NPO法人官製ワーキングプア研究会理事長）、清水雅彦らが参加した。
2021年衆議院議員選挙では、新社会党としては独自候補を擁立しなかったが、各地で野党統一候補を支援している。特に新潟県では複数の選挙区で新社会党の党員が合同選対の要職に就任している。その他、大阪9区では社民党の大椿裕子を支援し、山形、高知、熊本等の地域でも活動している。各地の比例ブロックは社民党との政策協定を結び同党の候補者を推薦した。
2022年2月26日、新社会党第27回定期全国大会において岡崎宏美委員長は、同年7月の第26回参議院議員通常選挙について、2021年2月に社民党から「社民党の政党要件を利用した比例代表統一名簿での候補者擁立」の呼びかけがあったことを明らかにした。岡崎委員長は、党としてこれに応じ社民党の比例名簿に新社会党の候補者を登載する意向を示した。両党の合流については否定した。岡崎委員長は統一名簿での共闘について、新社会党の党員であることを明確にし、新社会党が独自性を維持して選挙を行うことを求めるといい、「（党中央本部執行部副委員長であった原和美が党規約に違反する形で社民党に移籍した）2010年の参院選と同様の扱いは受け入れられない」「（比例名簿の）党名変更についてはギリギリまで求め交渉を続ける」と述べた。中央本部執行部から岡崎委員長の次女の岡崎彩子(おかざきさいこ)・党兵庫県本部書記次長を擁立する方針が示されたが、一部の県本部からはこの共闘方針に異論も出された。一方、社民党は3月9日の常任幹事会において、新社会党青年女性委員会代表も兼任した岡崎彩子を社民党の比例代表候補として公認することを決定し、社民党の福島瑞穂党首による定例会見で岡崎彩子の出馬会見も行われた。この決定を報じた社民党の機関紙「社会新報」では、岡崎宏美新社会党委員長と大椿裕子社民党副党首も同席した写真が掲載された。同年6月22日の公示日、比例名簿の名称は「社会民主党」で届出。同年7月10日の投開票の結果、社民党の比例代表獲得議席は1、現職の福島瑞穂党首は当選し、政党要件の維持に成功したものの岡崎は得票順3位（17466票）で落選した。
2024年6月19日、翌年7月の第27回参議院議員通常選挙で、社民党が新社会党市民運動委員長の甲斐正康を推薦し、比例名簿に載せると発表された。2025年7月20日の投開票の結果、社民党は1議席の確保に成功したものの、甲斐は得票順4位（11339票）で落選した。

## 他党の評価
現在の社民党についての評価は、変節しているという評価ではあるが、護憲派による平和共同候補擁立を軸に選挙共闘を積極的に呼びかけ、それに応じない場合も自主的に支援・投票し続けている。また、社民党との将来の合併を見越して「社会党」への改称を試みたが、多くの党員の反対により否決された。一方、当時社民党の幹事長だった又市征治は「『戻ってらっしゃい』と言っている。『村山政権のときに安保・自衛隊を認めた』と、馬鹿みたいな話をまだしている。」（稲村守「社民党幹事長、九条ネットネット代表を交え討論－平和憲法60周年滋賀集会」（『社会通信』No.1002 2007年6月15日号）に引用された又市幹事長の談話）と新社会党を批判している。
2010年（平成22年）参院選に、前副委員長の原和美を擁立することを社民党が決定したことで、新社会党が社民党に合流することにつながるのではないかという声があがったが、社民党の重野安正幹事長は「そういう議論はみじんもありません」と否定している。こうした社民への協力、さらには再合流路線には、党内の反対は根強く、「選挙のたびに毎回、社民党の下請けをし続けるだけでは、新社会党の存在意義は薄れるばかり」という批判もある。
また、日本共産党に対しても積極的に共闘を呼びかけてきたが、以前はぞんざいに扱われることが多く、一部地方選挙での協力関係にとどまってきた。しかし、2015年制定の安保法制に対して共産党が同法廃止の一点共闘を打ち出してからは、国政選挙でも他の野党とともに共産党候補を推薦し、2017年の衆院選では上記のように共産党側も新社会党公認候補を推薦している。

## 財政
2011年（平成23年）の政治資金収支報告書によれば、党費収入は約2400万円、機関紙発行等の事業収入は約7300万円である。

## 地方組織
結党当初はほぼ全都道府県に地方組織（都道府県本部）があったが、その後青森県本部、宮城県本部、福島県本部、栃木県本部は中央本部傘下の支部に格下げ（後に青森県支部は消滅）、岩手県本部、富山県本部、福井県本部、滋賀県本部、和歌山県本部、福岡県本部、大分県本部については「準備会」と称するものがあるのみになっており、いずれも政治団体届出には至っていない。沖縄県では沖縄社会大衆党と友党関係にあり、結党以来新社会党の地方組織が作られたことはない。長野県・石川県・三重県・宮崎県にも地方組織はない。

### 地域での勢力
党員の高齢化に伴い、離党・死亡などによって党員数・党費の減少に歯止めが掛からず、党員数は、結党時より半減している。
現在も一定の地方議員を擁するものの、党公認の議員引退後に後継の公認候補を擁立できないなど（野田市ほか）、退潮傾向が目立っている。国政については長らく議席がないが、野党共闘（特に社共共闘）を進め、その中で党勢拡大と議席回復を狙っている。地方では、埼玉県秩父地方・千葉県・東京都北区・大阪府茨木市・兵庫県・熊本県などに系列の労働組合などの団体を中心とする支持があり、ある程度の勢力を保っている。地方議員数は2019年（令和元年）現在17名。熊本県では2019年（令和元年）まで唯一党公認の県議を擁し（荒尾市選挙区）、6期連続当選していたが（うち4回無投票当選）、第19回統一地方選挙前半戦の熊本県議選で落選、最後の議席を失った。また神戸市会議員選挙東灘区選挙区に元衆院候補菊地憲之を公認候補として擁立したが落選した。同統一地方選挙では後半戦も振るわず、習志野市で離党した公認現職、明石市で引退した公認現職の後継候補をそれぞれ立てられなかったほか、2議席回復を狙った芦屋市では前回落選した元職が返り咲いたものの、7期務めた現職が次点落選し、議席増はならなかった。第19回統一地方選挙は全体として結党以来最低の結果に終わった。東松山市議会議員選挙には元職で党元参院公認候補だった村田文一が12年ぶりに無所属で立候補し、党はこれを推薦。村田は当選した。
第20回統一地方選挙前半戦の熊本県議選では、党公認の元職が返り咲いたほか、新潟県議会議員選挙では、新社会党の党籍を持つ新人が当選した。
沖縄県では沖縄社会大衆党と友党関係にあるため、新社会党独自の勢力はない。また新社会党結成の契機となった村山内閣の首班村山富市の地元で、社会民主党が日本社会党以来の勢力をある程度維持している大分県や、小さいながらも日本共産党（左派）や日本労働党の勢力がある山口県や福岡県などでも非常に弱い。広島県教職員組合は新社会党支持を打ち出している。また、衆議院選挙において中選挙区制時代の広島3区で当選していた小森龍邦は、部落解放同盟書記長であったが、1993-1994年に盛んだった政治改革論議で、細川連立内閣との協力を重視していた他の幹部と意見を異にし、社会党を含む連立与党が提出した政治改革法案に反対票を投じ、その責任を取る形で解放同盟に書記長辞任願いを出し受理された。実質的には解任だったともいわれる。その後小森は解放同盟広島県連顧問に就任し、2021年（令和3年）2月に死去するまで広島県の部落解放運動を事実上指揮していると言われていた。

## 党勢（地方政治）

### 地方議員：15名
2023年（令和5年）10月現在（出典：）
| 都道府県議会議員：1名          | 都道府県議会議員：1名            | 都道府県議会議員：1名           | 都道府県議会議員：1名            | 都道府県議会議員：1名          |
| ------------------------------ | -------------------------------- | ------------------------------- | -------------------------------- | ------------------------------ |
| 岩中伸司 （8回、熊本県、荒尾） |                                  |                                 |                                  |                                |
| 市区町村議会議員：14名         |                                  |                                 |                                  |                                |
| 杉森弘之 （6回、茨城県牛久市） | 金子和雄 （9回、茨城県つくば市） | 金崎昌之 （6回、埼玉県秩父市）  | 若林清平 （13回、埼玉県横瀬町 ） | 内海勝男 （8回、埼玉県皆野町） |
| 稲田敏昭 （3回、千葉県佐倉市） | 福田光一 （5回、東京都北区）     | 粟原富夫 （11回、兵庫県神戸市） | 山口美佐恵 （7回、兵庫県芦屋市） | 高橋章哲 （4回、愛媛県西条市） |
| 谷口繁治 （9回、熊本県荒尾市） | 渡辺勇一 （2回、熊本県荒尾市）   | 田中浩治 （9回、熊本県荒尾市）  | 木村誠一 （4回、熊本県荒尾市）   |                                |

## 中央執行委員会

### 歴代新社会党委員長一覧
正式な職名は新社会党中央執行委員長。現在の委員長は岡崎宏美。
| 代 | 委員長 | 委員長   | 在任期間                      |
| -- | ------ | -------- | ----------------------------- |
| 1  |        | 矢田部理 | 1996年 - 2002年               |
| 2  |        | 小森龍邦 | 2002年 - 2005年5月29日        |
| 3  |        | 栗原君子 | 2005年5月29日 - 2011年7月24日 |
| 4  |        | 松枝佳宏 | 2011年7月24日 - 2017年4月23日 |
| 5  |        | 岡崎宏美 | 2017年4月23日 - （現職）      |

### 中央執行委員会
| 役職     | 氏名     | 肩書                                       |
| -------- | -------- | ------------------------------------------ |
| 委員長   | 岡崎宏美 | 元衆議院議員                               |
| 副委員長 | 加藤晋介 | 弁護士                                     |
| 副委員長 | 岩中伸司 | 熊本県議会議員                             |
| 副委員長 | 富山栄子 | フェミニスト・活動家                       |
| 副委員長 | 長南博邦 | 元野田市議会議員・東葛ふれあいユニオン役員 |
| 書記長   | 山崎秀一 | 高知県平和運動センター議長                 |

出典。

## 支持・友好団体
| カテゴリー         | 団体 |
| ------------------ | --- |
| 労働組合           | - 全国労働組合連絡協議会（全労協） - 日本労働組合総連合会（自治労、日教組などの旧総評系の一部単組など） - 全国労働組合総連合の一部（特に京都総評、兵庫労連など） - 全日本建設運輸連帯労働組合 - ユニオンネット平和センター                                                  |
| 大衆組織・市民団体 | - フォーラム平和・人権・環境（平和フォーラム） - 全日本農民組合連合会（全日農） - 部落解放同盟（解放同盟） - I女性会議 - 原水爆禁止日本国民会議（原水禁） - 安保法制の廃止と立憲主義の回復を求める市民連合（市民連合） - 共同テーブル - 社会主義協会 - 日本社会主義青年同盟 |
| 政党               | - 社会民主党 （友党，野党共闘） - 沖縄社会大衆党 （オール沖縄，野党共闘） - 緑の党グリーンズジャパン（野党共闘） - 立憲民主党（野党共闘） - 日本労働党（事実上） |